# Чемпіонат України з американського футболу 1993

## Вища ліга 1993
1993 року відбувся перший чемпіонат України з американського футболу. У чемпіонаті взяли участь команди:
1. Харківські Атланти
2. Донецькі Скіфи
3. Київські Яструби
4. Харківські Атланти
5. Черкаські Барси

З 1993 року чемпіонат України відбувався у Харкові. Всі команди приїздили до центру американського футболу України. Золоті медалі здобули Харківські Атланти.

## Харківські Атланти
Історія команди Харківські Атланти — це історія виникнення американського футболу в Україні. Назву команди вболівальники американського футболу у Радянському Союзі почули тільки 26 вересня 1989 року, коли відбувся перший історичний між двома командами Радянського Союзу — Московські Ведмеді, які мали досвід ігор із німецькими командами, та Харківські Атланти, які тоді вперше одягнули захисну амуніцію, яку позичили в московської команди. Природно, що харків'яни зазнали нищівної поразки 26-0. Хоча Атлантам не вистачило техніки, вони продемонстрували бійцівських дух та волю до перемоги. З того часу почався відлік історії Харківських Атлантів.

## Зведена турнірна таблиця
| Команда            | ХА   | СД  | ХК   | КЯ   | ЧБ  | ?? |
| ------------------ | ---- | --- | ---- | ---- | --- | -- |
| Харківські Атланти | ---  |     |      | 58:0 |     |    |
| Скіфи Донецьк      |      | --- |      |      |     |    |
| Харківські Козаки  |      |     | ---  | 19:0 |     |    |
| Київські Яструби   | 0:58 |     | 0:19 | ---  |     |    |
| Черкаські Барси    |      |     |      |      | --- |    |